# 171 (число)
Вижте пояснителната страница за други значения на 171.
171 (сто седемдесет и едно) е естествено, цяло число, следващо 170 и предхождащо 172.
Сто седемдесет и едно с арабски цифри се записва „171“, а с римски цифри – „CLXXI“. Числото 171 е съставено от три цифри от позиционните бройни системи – 1 (едно), 7 (седем).

## Общи сведения
- 171 е нечетно число.
- 171-вият ден от годината е 20 юни.
- 171 е година от Новата ера.